# Міністерство нафти Ірану
Міністерстві нафти Ісламської Республіки Іран (перс. وزارت نفت جمهوری اسلامی ایران Vezârat-e naft-e jomhuri-ye eslaami-ye iran) - державна компанія, яка управляє нафтовою промисловістю Ірану. МН ІРІ відповідальне за всі питання, що стосуються розвідки, видобутку, експлуатації, розподілу й експорту сирої нафти і нафтопродуктів. Крім того, згідно з "Законом про імпорт та експорт", видача ліцензії на імпорт такої продукції також перебуває у віданні Міністерства нафти. За даними British Petroleum, Іран має 137,6 мільярда барелів (2,188×1010 м3) доведених запасів нафти і 29.61 трильйонів кубічних метрів доведених запасів газу. Іран посідає третє місце в світі за запасами нафти і друге за запасами газу.
Міністерство нафтової промисловості створено після Ісламської революції в Ірані за правління Тимчасового уряду Базаргана, після втечі з країни в 1979 році Гасана Назіха, тогочасного виконавчого директора Національної іранської нафтової компанії. Організаційна структура міністерства складається з центральної штаб-квартири і чотирьох дочірніх підприємств: Національної іранської нафтової компанії, Національної іранської газової компанії, Національної іранської нафтохімічної компанії і Національної іранської компанії з нафтопереробки і збуту нафтопродуктів. Через свої дочірні компанії та відділення вона контролює операції з розвідки, видобування, маркетингу та продажу сирої нафти, природного газу і нафтопродуктів у країні. На додаток до задоволення основних потреб країни в енергії, це міністерство забезпечує понад 80% валютних надходжень від експорту сирої нафти і нафтопродуктів.
Згідно з Четвертим планом економічного, соціального і культурного розвитку, уряд зобов'язаний передавати в приватний сектор не менш як 10% від діяльності, пов'язаної з розвідкою, видобутком і виробництвом нафти, водночас зберігаючи своє право власності на нафтові ресурси. Це саме стосується й інших областей діяльності Міністерства нафти.
Іран планує до 2025 року інвестувати в нафтовий сектор 500 мільярдів доларів. Станом на 2010 рік нафтогазові проекти вартістю 70 мільярдів доларів перебувають на стадії будівництва. Щорічні доходи Ірану від збуту нафти й газу до 2015 року мають досягнути $250 млрд.

## Історія
Міністерство нафти Ісламської Республіки Іран створено з метою застосування принципу іранської національної власності і суверенітету над нафтовими і газовими ресурсами, і відокремлення обов'язків управління від уряду в галузі керівництва та розвитку нафтогазової галузі країни. Оскільки нафтова промисловість відіграє особливу роль в економіці країни як рушійна сила промисловості і відіграє ключову роль в досягненні основних цілей національної економіки, то робота міністерства є дуже важливою.
Іран має 836.47 млрд барелів запасів рідких вуглеводнів (сирої нафти, газових рідин і конденсату) та близько 34 трлн кубометрів запасів газу. Він посідає перше місце в світі з точки зору наявності загальних запасів вуглеводнів і з точки зору енергетичної безпеки. Крім того, такі привілеї, як геополітичне становище країни і наявність потужного людського капіталу, ще більше підкріплюють її становище.
8 грудня 1950 року 17 представників Особливої нафтової комісії Національної консультативної ради підписали Пропозицію щодо націоналізації нафтової промисловості. В тексті повідомлення було сказано так: "В ім'я добробуту іранського народу, а також з метою допомогти встановити мир у всьому світі, ми, що нижче підписалися, пропонуємо, щоб іранська нафтова промисловість була оголошена національною у всіх регіонах країни без винятку; тобто всі операції з розвідки, видобутку та експлуатації мають бути під контролем держави".

## Закон про нафту
Після оголошення цієї пропозиції, "Закон про націоналізацію нафти по всій країні і два додаткових місяці для Нафтової комісії вивчати порядок виконання цього принципу" затверджено у Національній консультативній раді і зрештою 29 березня 1950 року в Сенаті. Таким чином засновано Національну іранську нафтову компанію.
Першу раду директорів Національної іранської нафтової компанії було сформовано під час виконання Закону про націоналізацію нафтової промисловості і після експропріації колишньої Британської нафтової компанії в червні 1951 року. Потім для цієї нової компанії затверджено нові правила.
Затвердженням "Закону про розвиток нафтохімічної промисловості (з наступними поправками)" від 20 липня 1965 року і "Закону про розвиток газової промисловості" 25 травня 1972 року встановлено правові засади діяльності Національної іранської нафтової компанії при обговоренні джерел вуглеводнів і продуктів їх переробки. Крім того, в них роз'яснено ступінь участі іранських і зарубіжних компаній в планах виробництва нафтохімічної продукції.
Зрештою, після ухвалення першого "Нафтового закону" від 8 серпня 1974 року, в доповнення до визначення умов роботи з вуглеводневими ресурсами по всій країни запропоновано докладний опис подачі і прийому пропозицій, підписання договорів, розірвання договору, збереження джерел та запобігання забрудненню навколишнього середовища, захист інтересів Ірану та умови ціноутворення.
Після затвердження першого "Нафтового закону", 17 травня 1977 року ратифіковано "Закон про статус Національної іранської нафтової компанії" на п'ять сезонів.
Перші чотири глави Статуту сформували: "загальні пункти і капітал", "предмет, обов'язки, права і повноваження компанії", "обличчя компанії", "бухгалтерський баланс і звіт про прибутки і збитки". У п'ятому розділі цього закону розглянуто також "інші правила".
Згодом затверджено "Статут Національної нафтохімічної компанії" і "Статут Національної іранської газової компанії" відповідно 21 та 25 листопада 1977 року.
Після Ісламської революції в Ірані, у зв'язку з необхідністю дотримання деяких принципів та у зв'язку з від'їздом іноземних фахівців на порядку денному Ісламської консультативної асамблеї також були перегляд та затвердження нових законів. Таким чином, новий закон про нафту затверджено 9 жовтня 1987 року.

## Конституція
Іранська конституція забороняє видачу прав на нафту на пільгових умовах або прямими частковими ставками. Однак, Закон про нафту 1987 року дозволяє укладати контракти між Міністерством, державними компаніями і "місцевими та іноземними громадянами і юридичними особами". Компенсаційний контракт, наприклад, це домовленість за якою підрядник фінансує всі інвестиції, отримує винагороду від Національної іранської нафтової компанії у вигляді виділеної частки продукції, потім передає роботу галузі НІНК через певну кількість років, після чого контракт завершується.
Після революції 1979 року в Ірані, країна була під постійними односторонніми санкціями США. Перші санкції США проти Ірану прийнято в листопаді 1979 року, і під час кризи з заручниками, багато санкцій були спрямовані проти іранського уряду. До 1987 року імпорт іранських товарів у США був заборонений. У 1995 році президент США Білл Клінтон видав указ 12957, про заборону американських інвестицій в енергетичну галузь Ірану, а потім через кілька тижнів указом 12959 скасувавши всю торгівлю та інвестиції, й фактично всі взаємодії між США та Іраном.
Окремо міністерство перебувало в санкційному списку Європейського Союзу починаючи від 16 жовтня 2012 року.

## П'ятий план розвитку

### Особливості П'ятого плану розвитку нафтової промисловості
Серед особливостей П'ятого плану розвитку нафтової промисловості: системний шаблон набору взаємопов'язаних компонентів, які взаємодіють один з одним для обміну даними, інформацією, матеріалами і продуктами, і здійснюють цілеспрямований рух. Крім того, різні частини цього плану бачаться такими, що гармонійно взаємодіють між собою і є частиною єдиного ланцюга цінності промисловості.

### Основні цілі Іранської нафтової і газової промисловості в П'ятому плані розвитку
1. Збільшити частку і поліпшити стан нафтової, газової та нафтопереробної промисловості на регіональному та світовому рівні, збільшити видобуток нафти і газу з пріоритетом на спільних з сусідніми країнами родовищах, збільшити переробні потужності.
2. Оптимальне використання запасів вуглеводнів в країні як підтримка і стимул для сталого економічного розвитку країни.
3. Використання можливостей нафтової і газової промисловості для захисту національних інтересів.
4. Впровадження енергоменеджменту, для запобігання неекономного споживанню палива, зниження енергоємності та надання цільових субсидій.
5. Створення ефективної і конструктивної взаємодії з країнами, які постачають і споживають енергоресурси; відігравання управлінської ролі Ірану в розподілі і транзиті енергії[en].
6. Здійснення загальної політики статті 44 Конституції Ірану в нафтовій промисловості
7. Забезпечити вихід технологій у нафтовій, газовій та нафтохімічній промисловості на друге місце в науці та техніці регіону[en].
8. Змінити погляд на нафту і газ та доходи від них. Розглядати їх не як "джерело державного бюджету", а як "економічні виробничі ресурси і капітали".
9. Підвищення продуктивності праці в різних галузях нафтової промисловості, задля зростання ВВП (валового внутрішнього продукту).

## Дочірні підприємства

### Національна іранська нафтова компанія
Національна іранська нафтова компанія (НІНК) управляє розвідкою та видобутком нафти, природного газу і газового конденсату, переробкою і транспортуванням нафти.
Національна іранська південна нафтова компанія (НІПНК) є важливим підрозділом НІОК. НІПНК виробляє близько 83% відсотків всієї нафти і 16% відсотків природного газу, що добувається в Ірані.
Дочірні підприємства Національної іранської нафтової компанії:
- Національна іранська південна нафтова компанія (НІКПНР)
- Національна іранська центральна нафтова компанія[fa] (ICOFC)
- Нафтогазова компанія Парс
- Petroleum Engineering and Development Co. (PEDEC)
- Іранська прибережна нафтова компанія

### Іранська національна газова компанія
Іранська національна газова компанія (NIGC) управляє видобутком, підготовкою, обробкою, передачею, розповсюдженням і експортом газу і газових рідин.
Величезні запаси природного газу ставлять Іран на друге місце за цим показником після РФ, з оцінкою доведених запасів приблизно 23 млрд кубометрів. Запаси газу в Ірані використовуються переважно для внутрішнього споживання.

### Іранська національна нафтохімічна компанія
Іранська національна нафтохімічна компанія (ІННК) управляє нафтохімічним виробництвом, розподілом і експортом. Виробництво Національної іранської нафтохімічної компанії зросте до більш ніж 100 млн тонн на рік до 2015 року близько 50 млн т в 2010 р. Таким чином, ставши  другим найбільшим виробником хімічної продукції в світі після "Доу Кемікл", а в Ірані буде один із найбільших у світі хімічних комплексів.

### Національна іранська нафтопереробна і збутова компанія
Національна іранська нафтопереробна і збутова компанія (NIORDC) управляє переробкою і транспортуванням нафти, з деяким перекриттям з NIOC.
Є вісім заводів з пропускною здатністю до 950 000 барелів за добу (151 000 м3/доб) і один нафтопереробний комплекс у країні із сумарною потужністю переробки понад 1,5 тис. бар./доб (240 м3/доб) (в Тегерані, Тебрізі, Ісфахані, Абадан, Керманшах, Ширазі, Бендер-Аббас, Арак і Лаван острів) і зберігальною ємність 8 млрд літрів. Велика кількість сировини в країні, такої як природний газ, забезпечує сприятливі умови для розвитку і розширення нафтохімічних заводів.

### Виробничі компанії
- National Iranian South Oilfields Company (NISOC)
  - Karoun oil and gas exploitation company
  - Maroon Oil and Gas Company
  - Masjed Soleyman Oil and Gas Company
  - Gachsaran Oil and Gas Company
  - Aghajari exploitation Company
- Iranian Central Oilfields Company (ICOFC)
  - West Gas & Oil exploitation Company
  - East Oil and Gas exploitation Company
  - Southern Zagros Oil and Gas Company
- Iranian Offshore Oil Company
- Pars Oil and Gas company
- Arvandan Oil & Gas Co.

### Підприємства технічного обслуговування
- Національна іранська бурова компанія
- Petroleum Engineering and Development Co.
- Іранська компанія нафтових терміналів
- Особлива економічна зона Парс
- Naftiran Intertrade Company (Ніко)
- Іранська компанія з оптимізації економії палива

## Прибутки від збуту сирої нафти

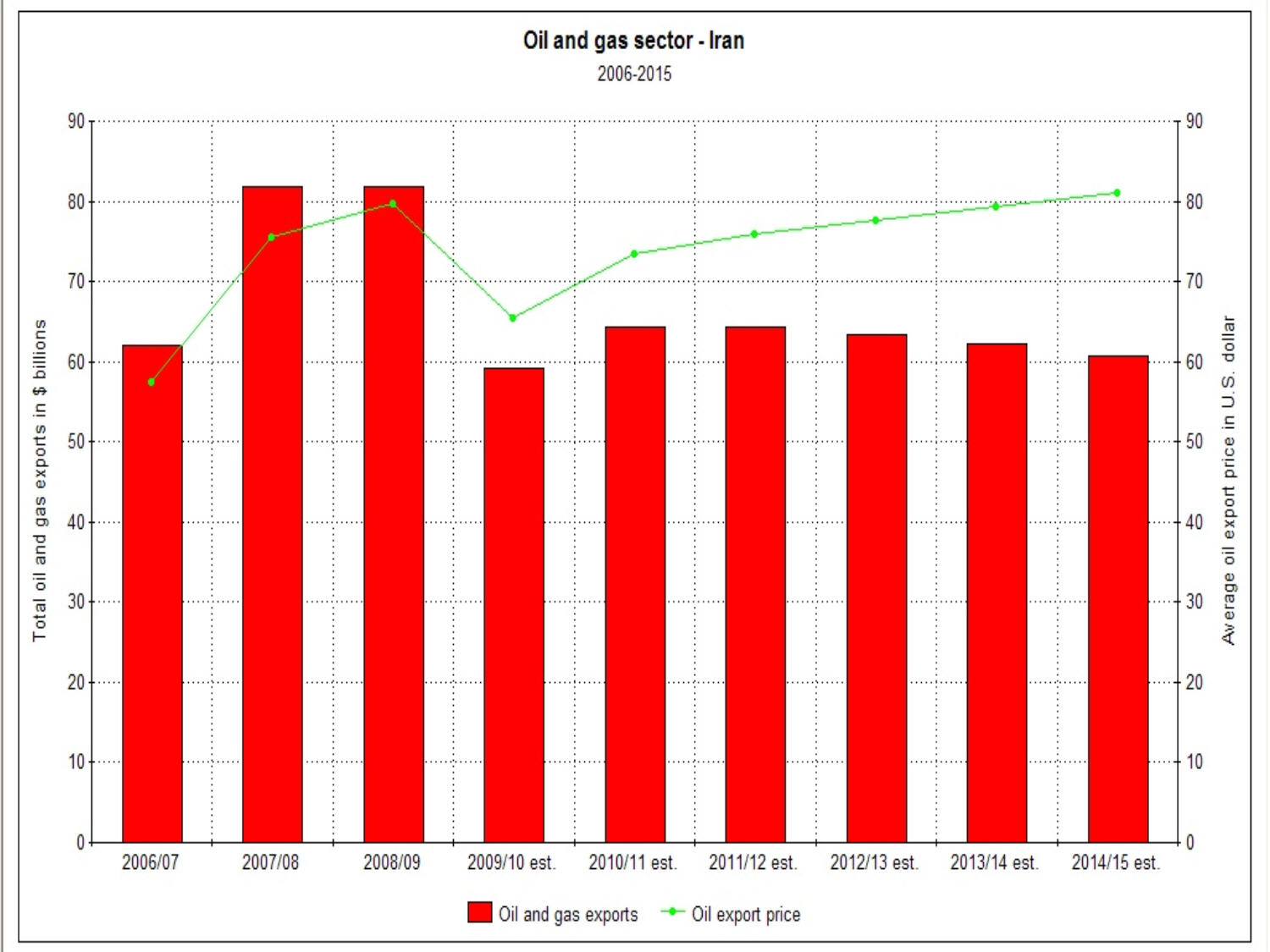
Надходження від продажу іранської нафти і газу за прогнозами Міжнародного Валютного Фонду. Офіційні особи в Ірані підрахували, що щорічний нафтогазові доходи Ірану можуть досягти до 2015 року 250 мільярдів доларів після того, як будуть введені поточні проекти.

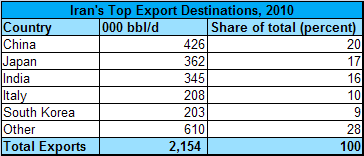
Провідні експортери іранської нафти 2010.

Загальна виручка від продажу іранської нафти склала $77 млрд в 1387 іранському році (2008-09). Середня продажу ціна іранської сирої нафти протягом того року становила $100 за барель. За даними Національної іранської нафтової компанії середньодобовий видобуток нафти і Ірані становив 4 мільйони барелів (640 000 м3) на день. З цієї кількості, 55% було експортовано, а іншу частину спожито всередині країни. Станом на 2010 рік, на нафтові доходи припадає 80% з Ірану в іноземній валюті доходи і 60% загального бюджету країни.
Іран експортував понад 844 мільйони барелів (134 200 000 м3) нафти за рік до 21 березня 2010 року, що в середньому становить близько 2,3 мільйона барелів (370 000 м3) на день. Експорт включав близько 259 мільйонів барелів (41 200 000 м3) легкої нафти і більше 473 мільйони барелів (75 200 000 м3) важкої нафти. Японія, Китай, Південна Африка, Бразилія, Пакистан, Шрі-Ланка, Іспанія, Індія, Нідерланди є основними імпортерами сирої нафти Ірану. Щорічні доходи від іранської нафти в 2011 році досягли 100 мільярдів доларів. Іран щороку нафти і газу, доходи, як очікується, досягне $250 млрд. До 2015 року включаючи $100 млрд від Ірану Південний Парс гігантського газового родовища.

## Запаси і виробництво

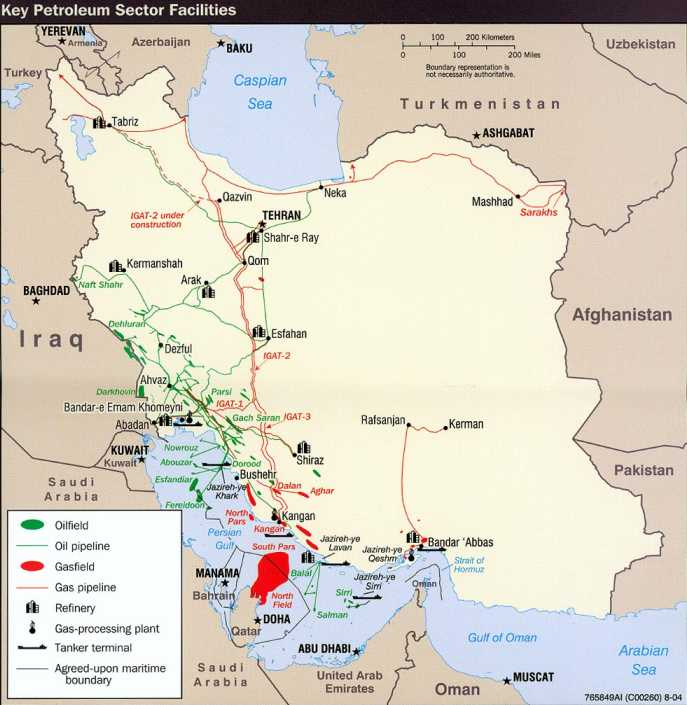
Іран володіє 10% світових розвіданих запасів нафти і 15% газу. Це другий за величиною експортер в ОПЕК і четвертий у світі виробник нафти.

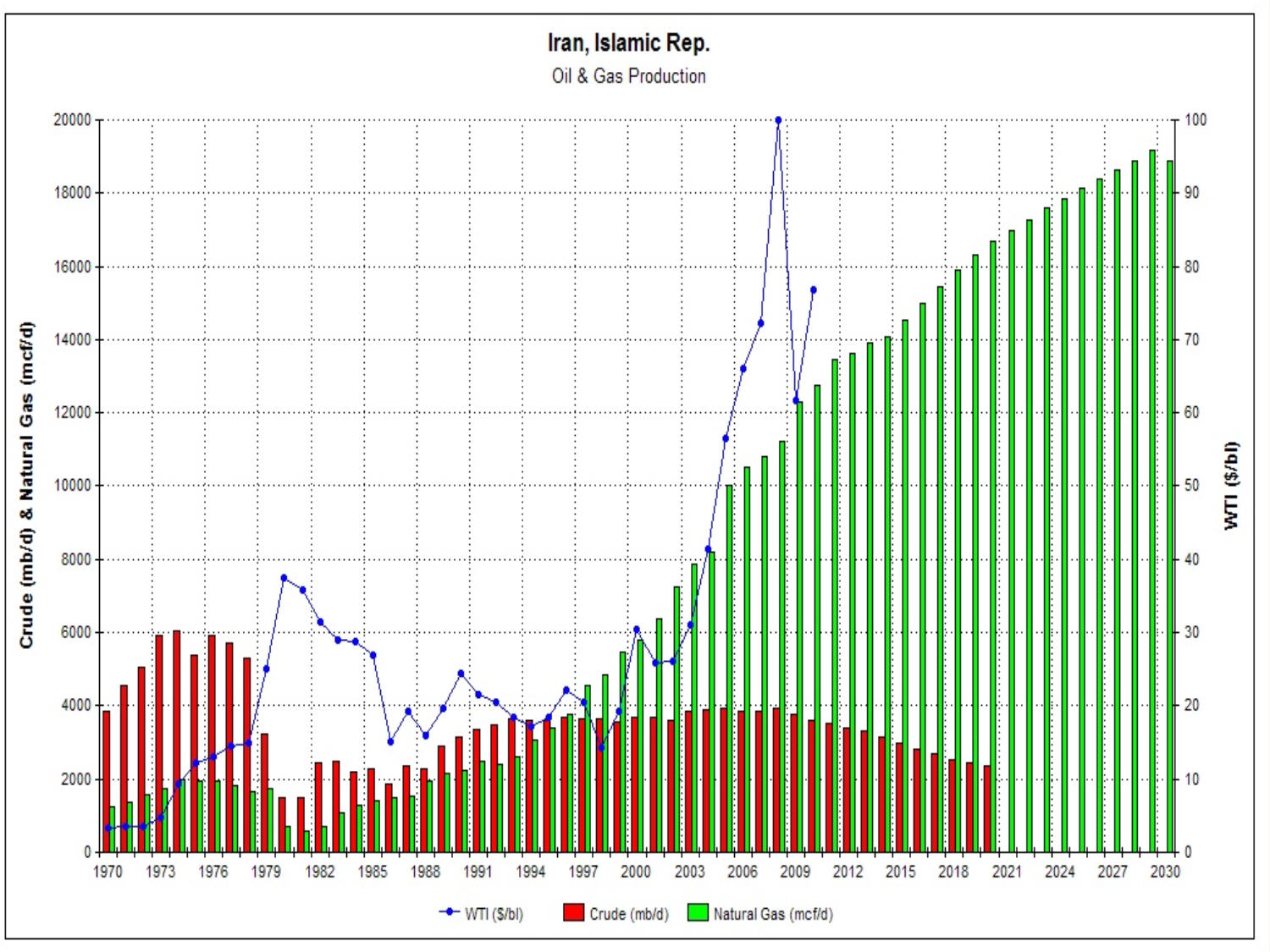
Видобуток іранської нафти і газу (1970-2030)

| Країна                     | Мільярди барелів |
| -------------------------- | ---------------- |
| Саудівська Аравія          | 262.7            |
| Канада                     | 178.9            |
| Іран                       | 133.3            |
| Ірак                       | 112.5            |
| Об'єднані Арабські Емірати | 97.8             |
| Кувейт                     | 96.5             |
| Венесуела                  | 75.6             |

| Країна            | Мільйони барелів |
| ----------------- | ---------------- |
| Саудівська Аравія | 9.5              |
| Росія             | 9.2              |
| США               | 7.6              |
| Іран              | 4.0              |
| Китай             | 3.5              |
| Європейський Союз | 3.4              |
| Мексика           | 3.4              |

## Громадські проекти
Станом на 2012 рік Міністерство нафти Ірану управляє 4,000 державних (ненафтових) проектів по всій країні. Орієнтовна вартість проектів становить 53,868 трлн ріалів (приблизно $4 трлн).